# John Stewart-Murray, VII duca di Atholl
John Stewart-Murray, VII duca di Atholl (6 agosto 1840 – Blair Castle, 20 gennaio 1917), è stato un nobile scozzese.

## Biografia
Era l'unico figlio di George Murray, VI duca di Atholl, e di Anne Drummond Home, figlia di Henry Home-Drummond. Studiò a Eton.

## Carriera
Servì nella Guardie Scozzesi, raggiungendo il grado di capitano nel 1864. Nello stesso anno succedette al padre al ducato. Nel 1865 ha registrato il cognome aggiuntivo di Stewart presso il Tribunale di Lione.
Dal 1878 al 1917 ha servito come luogotenente del Perthshire Fu nominato Cavaliere del Cardo nel 1868 ed è stato Cancelliere dell'Ordine del Cardo dal 1910 fino alla sua morte.

## Matrimonio
Nel 1863 sposò Lady Louisa, figlia di Sir Thomas Moncreiffe, VII Baronetto. Ebbero sette figli.

## Morte
La duchessa morì in Italia nel luglio del 1902, a 58 anni. Egli morì a Blair Castle nel gennaio del 1917, all'età di 76 anni. Dopo la sua morte, il ducato passò al secondo ma figlio maggiore superstite, John, e in seguito al suo terzo figlio, James.

## Ascendenza
|                                            |                          |                                              | Genitori                                  |  |  | Nonni |  |  | Bisnonni                          |  |  | Trisnonni                           |  |
|                                            |                          |                                              |                                           |  |  |       |  |  | 8. John Murray, IV duca di Atholl |  |  | 16. John Murray, III duca di Atholl |  |
|                                            |                          |                                              |                                           |  |  |       |  |  | 8. John Murray, IV duca di Atholl |  |  | 16. John Murray, III duca di Atholl |  |
|                                            |                          | 17. Charlotte Murray                         |                                           |  |  |       |  |  | 8. John Murray, IV duca di Atholl |  |  |                                     |  |
| 4. James Murray, I barone Glenlyon         |                          |                                              |                                           |  |  |       |  |  | 8. John Murray, IV duca di Atholl |  |  |                                     |  |
|                                            |                          | 9. Jane Cathcart                             | 18. Charles Cathcart, IX Lord Cathcart    |  |  |       |  |  |                                   |  |  |                                     |  |
|                                            |                          | 9. Jane Cathcart                             | 18. Charles Cathcart, IX Lord Cathcart    |  |  |       |  |  |                                   |  |  |                                     |  |
|                                            |                          | 9. Jane Cathcart                             | 19. Jane Hamilton                         |  |  |       |  |  |                                   |  |  |                                     |  |
| 2. George Murray, VI duca di Atholl        |                          | 9. Jane Cathcart                             |                                           |  |  |       |  |  |                                   |  |  |                                     |  |
|                                            |                          | 10. Hugh Percy, II duca di Northumberland    | 20. Hugh Percy, I duca di Northumberland  |  |  |       |  |  |                                   |  |  |                                     |  |
|                                            |                          | 10. Hugh Percy, II duca di Northumberland    | 20. Hugh Percy, I duca di Northumberland  |  |  |       |  |  |                                   |  |  |                                     |  |
|                                            |                          | 10. Hugh Percy, II duca di Northumberland    | 21. Elizabeth Seymour, II baronessa Percy |  |  |       |  |  |                                   |  |  |                                     |  |
| 5. Emily Frances Percy                     |                          | 10. Hugh Percy, II duca di Northumberland    |                                           |  |  |       |  |  |                                   |  |  |                                     |  |
|                                            |                          | 11. Frances Julia Burrell                    | 22. Peter Burrell                         |  |  |       |  |  |                                   |  |  |                                     |  |
|                                            |                          | 11. Frances Julia Burrell                    | 22. Peter Burrell                         |  |  |       |  |  |                                   |  |  |                                     |  |
|                                            |                          | 11. Frances Julia Burrell                    | 23. Elizabeth Lewis                       |  |  |       |  |  |                                   |  |  |                                     |  |
| 1. John Stewart-Murray, VII duca di Atholl |                          | 11. Frances Julia Burrell                    |                                           |  |  |       |  |  |                                   |  |  |                                     |  |
|                                            | 12. George Home Drummond | 24. Henry Home                               |                                           |  |  |       |  |  |                                   |  |  |                                     |  |
|                                            | 12. George Home Drummond | 24. Henry Home                               |                                           |  |  |       |  |  |                                   |  |  |                                     |  |
|                                            | 12. George Home Drummond | 25. Agatha Drummond                          |                                           |  |  |       |  |  |                                   |  |  |                                     |  |
| 6. Henry Home Drummond                     | 12. George Home Drummond |                                              |                                           |  |  |       |  |  |                                   |  |  |                                     |  |
|                                            |                          | 13. Janet Jardine                            | 26. John Jardine                          |  |  |       |  |  |                                   |  |  |                                     |  |
|                                            |                          | 13. Janet Jardine                            | 26. John Jardine                          |  |  |       |  |  |                                   |  |  |                                     |  |
|                                            |                          | 13. Janet Jardine                            | 27. Jean Drummond                         |  |  |       |  |  |                                   |  |  |                                     |  |
| 3. Anne Drummond Home                      |                          | 13. Janet Jardine                            |                                           |  |  |       |  |  |                                   |  |  |                                     |  |
|                                            |                          | 14. Charles Stirling-Moray, XV di Abercairny | 28. James Moray, XIII di Abercairny       |  |  |       |  |  |                                   |  |  |                                     |  |
|                                            |                          | 14. Charles Stirling-Moray, XV di Abercairny | 28. James Moray, XIII di Abercairny       |  |  |       |  |  |                                   |  |  |                                     |  |
|                                            |                          | 14. Charles Stirling-Moray, XV di Abercairny | 29. Christian Montgomerie                 |  |  |       |  |  |                                   |  |  |                                     |  |
| 7. Christina Moray, XVIII di Abercairney   |                          | 14. Charles Stirling-Moray, XV di Abercairny |                                           |  |  |       |  |  |                                   |  |  |                                     |  |
|                                            |                          | 15. N.N. Stirling                            | 30. William Stirling, IV baronetto        |  |  |       |  |  |                                   |  |  |                                     |  |
|                                            |                          | 15. N.N. Stirling                            | 30. William Stirling, IV baronetto        |  |  |       |  |  |                                   |  |  |                                     |  |
|                                            |                          | 15. N.N. Stirling                            | 31. Christine Erskine                     |  |  |       |  |  |                                   |  |  |                                     |  |
|                                            |                          | 15. N.N. Stirling                            |                                           |  |  |       |  |  |                                   |  |  |                                     |  |